# 알레산드로 파르네세 (파르마)
알레산드로 파르네세(이탈리아어: Alessandro Farnese, 스페인어: Alejandro Farnesio, 1545년 8월 27일 – 1592년 12월 3일)는 1586년부터 1592년까지 파르마와 피아첸차의 공작이었다. 1578년부터 1592년까지 네덜란드 총독을 맡았다. 80년 전쟁에서 스페인군을 지휘하여, 네덜란드 남부(오늘날의 벨기에)의 여러 도시들을 점령하였다. 동시대인들과 전쟁사가들에게는 탁월한 전략가이자 야전 사령관으로 유명하다.

## 젊은 시절
알레산드로의 부친은 파르마 공작 오타비오 파르네세(교황 바오로 3세의 손자)이고, 모친은 신성 로마 황제 카를 5세의 서녀 마르가리타이다. 쌍둥이 형제 카를로가 있었으나 생후 1개월만에 사망했다. 스페인 왕 펠리페 2세와 레판토 해전의 지휘관 돈 후안이 모친의 이복형제이다.
알레산드로는 네덜란드 총독으로 임명된 어머니를 따라 브뤼셀로 이사했고, 1565년 브뤼셀에서 포르투갈의 공주 마리아와 결혼했다. 결혼 후에는 마드리드의 궁정에서 생활했다.

## 네덜란드 총독
1577년 당시 네덜란드는 침묵공 빌럼을 중심으로 연합하여 알레산드로의 이복외삼촌이자 스페인령 네덜란드 총독인 돈 후안 데 아우스트리아에 맞서 독립전쟁을 벌이고 있었다. 1577년 가을 알레산드로 파르네세는 스페인 왕 펠리페 2세의 명령으로 지원군을 이끌고 돈 후안과 합류했고, 이듬해 장블루 전투에서 네덜란드군을 물리치고 군사적 재능을 증명하였다. 이 전투 직후 돈 후안이 병사하여, 펠리페 2세는 알레산드로 파르네세를 네덜란드 총독으로 임명했다. 전임 총독이었던 어머니 마르가리타는 공동 총독으로 임명되었으나 4년 뒤 사임하였다.
파르네세는 네덜란드의 플랑드르와 왈롱 지역이 개신교와 구교로 나뉘어 있는 것을 이용해 적을 분열시킬 계획을 세웠다. 1579년 네덜란드 남부 지역(오늘날의 벨기에 왈롱 지역)은 아라스 조약을 맺고 스페인 왕에게 충성을 서약했고, 북부 주들은 위트레흐트 동맹을 맺어 마지막까지 펠리페 2세에 맞서 싸울 것을 약속했다. 적을 분열시키는데 성공한 파르네세는 투르네, 마스트리흐트, 브레다, 브뤼허, 헨트를 차례차례 점령했다. 파르네세는 공성전을 치를 때 주민의 학살과 약탈을 금지하고, 포로들에게 특사를 약속하고, 가톨릭으로의 단계적 개종을 허용하는 등 관대한 조건을 내걸어 도시의 항복을 유도하는 전략을 활용했다. 1584년, 네덜란드 상업의 중심지였던 항구도시 안트베르펜 바로 앞까지 진격한 파르네세는 안트베르펜을 육지 쪽에서 포위하고, 앞바다에는 부교를 설치해 도시의 육로와 해로를 모두 차단했다. 1585년 8월 안트베르펜이 항복함에 따라 파르네세는 오늘날의 벨기에 지역을 모두 스페인령으로 회복했고, 육로로는 접근하기 쉽지 않은 홀란트와 제일란트 지역만이 남아 있었다. 영국의 엘리자베스 1세가 네덜란드에 원군을 보냈으나 보급 소홀로 파르네세에게 패퇴하였다.

## 스페인 무적함대
1586년 부친 오타비오 파르네세가 사망함에 따라 알레산드로 파르네세가 파르마 공작이 되었다. 그러나 펠리페 2세는 그가 네덜란드를 비우는 것을 허락하지 않았으므로 알레산드로는 한번도 파르마령을 방문하지 못했고 아들 라누치오 1세에게 섭정을 맡겼다. 한편, 파르네세는 네덜란드와 동맹을 맺은 영국을 칠 것을 펠리페 2세는 허락하지 않았다. 파르네세는 영국 내의 가톨릭 신자들의 도움을 받으면 소규모의 함대만으로 3만명의 병사를 영국에 상륙시킬 수 있다고 생각했으나, 펠리페는 이에 반대하고 무적함대의 편성을 준비했다. 그 사이 파르네세는 제일란트의 항구도시 슬라위스를 공격해 1587년 8월 점령했다.
스페인의 영국 침공 계획은 무적함대의 호위 하에 파르네세 공작이 이끄는 지상군이 바지선으로 도버 해협을 건너는 것이었다. 무적함대는 1년 뒤 해협에 도착했으나, 지상군과 해군 사이의 연락 혼선으로 적절한 공조가 이루어지지 못했고, 스페인군이 탄 바지선을 가라앉히려는 네덜란드 쾌속선들의 지속적인 방해를 받았다. 그 사이 무적함대는 그레벨링건 전투에서 패하고 기상 악화로 흩어져 지상군과 만나지 못했다. 무적함대와의 조우가 좌절된 뒤 파르네세는 베르헌옵좀에 주둔한 영국군을 공격했으나 실패하고 브뤼셀로 퇴각했다.

## 프랑스 종교전쟁
파르네세는 다시 네덜란드 북부 지역을 공격하고자 했다. 그러나 1589년 8월 앙리 3세가 개신교도에게 암살되자 파르네세는 펠리페 2세의 명령을 받고 프랑스의 가톨릭 교도와 연합해 개신교도인 앙리 4세를 공격했다. 파리로 달려간 파르네세는 1590년 긴 공성전을 치르고 있던 파리를 구원한 후 루앙으로 향했다. 한편 1576년 이후 패퇴를 거듭하고 있던 네덜란드군은 이를 기회로 스페인군에게 반격할 수 있었다.
한편 파르네세는 루앙을 구원한 후 코드벡을 점령했으나, 이곳에서 앙리 4세의 군대에게 포위되었다. 1592년 4월 20일 전투 중 손에 부상을 입은 파르네세는 플랑드르로 후퇴했으나, 부상이 점차 악화됨에 따라 지휘를 아들 라누치오 1세에게 맡겼다. 더 이상 군대를 지휘할 수 없게 된 파르네세는 1592년 12월 3일 아라스에서 병사했다.

## 자녀
- 마르가리타. 1567년 11월 7일 - 1643년 4월 13일. 만토바 공작 빈첸초 1세와 결혼.
- 라누치오 1세. 1569년 3월 28일 - 1622년 3월 5일. 아버지의 뒤를 이어 파르마 공작이 됨.
- 오도아르도. 1573년 12월 7일 - 1626년 2월 21일. 추기경이 됨.

이 외에 사생아가 한명 있다는 주장이 있으나, 논란이 있다.